# Villalba de Perejil
Villalba de Perejil è un comune spagnolo di 115 abitanti situato nella comunità autonoma dell'Aragona.